# Gustaf Hamilton (författare)
Knut Gustaf Johan Percival Hamilton, född 2 juni 1920, död 18 november 2016 i Stockholm, var en svensk greve, författare och föregångsman inom området risk management. Hamilton lanserade begreppet risk management under sin tid som risk manager på dåvarande svenska Statsföretag under 1970-talet. Han gav ut ett flertal böcker i ämnet.
Gustaf Hamilton tillhörde grevliga ätten Hamilton nr 86, och var äldste son till kommendören Gustaf Hamilton och dennes hustru Torborg, född Sjöholm. Han är far till Eva Hamilton.
Gustaf Hamilton är begravd på Galärvarvskyrkogården i Stockholm.